# Sumitomo Trust and Banking
Das Unternehmen Sumitomo Trust and Banking Co., Ltd. (jap. 住友信託銀行株式会社, Sumitomo Shintaku Ginkō Kabushiki-gaisha), gelistet im Nikkei 225, ist eine Kreditbank in Japan. Das Unternehmen gehört zum Konzern der Sumitomo Group und ist eng verbunden mit dem Unternehmen Sumitomo Mitsui Financial Group.